# هيبربيرون
الهيبربيرون (باليونانية: νόμισμα ὑπέρπυρον)‏ هو عملة بيزنطية استُخدمَت خلال أواخر العصور الوسطى، لتحل محل الصوليدوس كعملة ذهبية للإمبراطورية البيزنطية.

## التاريخ

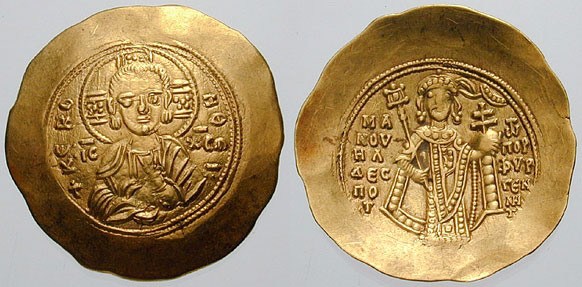
هيبربيرون عليها صورة الإمبراطور مانويل كومنينوس (1143-1180)، ويظهر شكلها النموذجي المقعّر.

كانت العملة الذهبية التقليدية للإمبراطورية البيزنطية هي صوليدوس أو نونيسما، التي ظل محتواها من الذهب ثابتًا عند 24 قيراطًا لسبعة قرون، وبالتالي كان لها قيمة عالية. ومع ذلك، فمنذ عقد 1030، انخفضت قيمة العملة المعدنية بشكل متزيد، حتى عقد 1080، بعد الكوارث العسكرية والحروب الأهلية في العقد الماضي، انخفض محتواها من الذهب إلى الصفر تقريبًا. ونتيجة لذلك، في عام 1092، أجرى الإمبراطور ألكسيوس الأول كومنينوس (1081-1118) إصلاحًا جذريًا لنظام العملات البيزنطية وقدم عملة ذهبية جديدة، وهي الهيبربيرون (تعني «فائقة الدقة»). كان لها نفس الوزن القياسي (4.45 جرام) مثل الصوليدوس، ولكن محتواها من الذهب كان أقل (20.5 قيراطًا/4.1 جرامًا بدلاً من 24/4.8 جرامًا) بسبب إعادة تدوير العملات المعدنية القديمة التالفة.
ظل الهيبربيرون العملة الذهبية القياسية حتى توقف البيزنطيون عن سك العملات الذهبية في منتصف القرن الرابع عشر. ومع ذلك، فقد تعرضت أيضًا للانحطاط التدريجي في ظل إمبراطورية نيقية (1204-1261)، حيث انخفض محتواها من الذهب تدريجيًا إلى 18 قيراطًا، وتحت حكم ميخائيل الثامن باليولوج (بين 1259 و1282) إلى 15 قيراطًا وتحت حكم ابنه وخليفته أندرونيكوس الثاني باليولوج (1282-1328) إلى 12 قيراطًا. في الوقت نفسه، انخفضت جودة العملات المعدنية أيضًا، وفي القرن الرابع عشر، كان وزنها بعيدًا عن التوحيد. قام الإمبراطور يوحنا السادس قانتاقوزن (1347-1352) بسكّ آخر عملات هيبربيرون. بعد ذلك ظل الاسم مستخدمًا فقط كوحدة حساب بـ 24 قيراط.
اعتُمدَ الاسم بأشكال مختلفة من قبل الأوروبيين الغربيين (باللاتينية: perperum)‏، (بالإيطالية: perpero)‏ والدول السلافية في البلقان (perper، iperpero) التي تحدد عملات معدنية مختلفة، عادة ما تكون فضية، بالإضافة إلى وحدات الحساب. في كثير من الأحيان كان الغرب يسميه بيزانت، وخاصةً التجار الإيطاليون.
في أوائل فترة حكم السلالة الكومنينيونية، كان الهيبربيرون يعادل ثلاثة إلكتروم تراشيا [الإنجليزية]، 48 بيلون تراشيا أو 864 تيتارتيرون نحاسي، لكن عند انحطاط التراشيا انخفضت قيمته في نهاية المطاف إلى معدل 12 إلكتروم تراشيا و288-384 بيلون تراشيا. في القرن الرابع عشر، كان الهيبربيرون يساوي 12 من البازيليكا الفضية الجديدة، و 96 تورنسل، و 384 تراشيا نحاسية، و 768 الأساريا نحاسية.